# バラエティ (アメリカ合衆国の雑誌)
『バラエティ』（Variety）は、アメリカ合衆国で発行されているエンターテイメント産業専門の業界紙。1905年、ニューヨークでサイム・シルバーマンによりヴォードヴィル週刊誌として創刊された。

## 概要
- 1905年12月16日にニューヨークで週刊版「ウィークリー・バラエティ」が創刊される。1933年にハリウッドで日刊版『デイリー・バラエティ』、1998年に東海岸向け日刊版『デイリー・バラエティ・ゴッサム』と電子版（Variety.com）、2007年には電子版の日本語版『バラエティ・ジャパン』がそれぞれ創刊され、いずれもレレックス・グループ傘下のリード・ビジネス・インフォメーションから発行されている。どこよりも早く情報を伝える点が特徴の1つに挙げられ、映画業界関係者をはじめ、映画監督やハリウッドスターにも愛読されており、アメリカの芸能人の約90%が愛読しているとされる[1]。
- 1916年、「シカゴでジャズバンドが結成」と報じる。このことを契機にジャズという言葉が普及し始める[2]。
- 1933年から続く日刊版（デイリー・バラエティ）は、2013年3月18日発売の号をもって廃刊。
- 1974年12月18日付の発刊では、「千葉真一主演の『激突! 殺人拳』が、1974年11月12日からセントルイス・アトランタ・ニューオーリンズ・ワシントンD.Cなど主にアメリカ中南部の都市18館で封切られ、3週間で同時期に上映されていたパニック映画『エアポート'75』『オデッサ・ファイル』、ミュージカル映画『星の王子さま』などの大作を押えて、『激突! 殺人拳』がベスト5に躍り出た」と、初めて日本映画を取り上げている[3]。
- 1997年、掲載の北米（米国・カナダ）映画興行成績を配給収入から興行収入（通常は、配給収入の約2倍の金額）に切り替えた[4]。移行年の1997年には、各映画の配給収入と興行収入が併記された[4]。
- 1940年以降の映画の配給収入の数字を『バラエティ』の年鑑から手に入れることが可能[4]。毎年、年鑑は改訂更新が行われ、数年後、配給収入の推測値が修正されることもあった[4]。例えば、公開時『マイ・フェア・レディ』は配給収入3200万ドルとなっていたが、10年後、1200万ドルに下方修正された[4]。
- 菊地凛子が2007年2月25日に開催された第79回アカデミー賞授賞式に出席するため、現地滞在は4日間と短いものだったが、帰国する頃にはもう自分のことが記事になって発売されていたというエピソードを明かしている[1]。